# 張耿 (明朝)
张耿（？—1641年），字以劻，山西平阳府翼城县人，明末清初官员。

## 生平
原籍北直通州人，崇祯三年（1630年）庚午科山西乡试舉人，十三年（1640年）庚辰科進士，户部观政，本年授宁晋县知县。时庚辰、辛巳三年不雨，树皮草根俱尽，大饥人相食，疫死者载途，耿以赋急莫办，寻以时疫卒于官。公夙负文名，乐奖士进，所赏识高去侈、阎宗尼辈后皆登第，士林至今感念不忘。

## 引用
1. ↑  《崇禎十三年庚辰科進士三代履歷》：张耿，曾祖世威；祖明樂；父希冉，儒官。以劻，书三房，庚戌年六月二十九日生，翼城籍北直遵化人，庚午十九名，会试一百七十一名，三甲五十四名。户部观政，本年授宁晋知县。
2. ↑  《宁晋县志》